# Achim Müller
Achim Müller (ur. 14 lutego 1938 w Detmold, zm. 28 lutego 2024) – niemiecki chemik, specjalista w dziedzinie chemii nieorganicznej i materiałowej.

## Życiorys
Zajmował się wieloma dziedzinami chemii: od termochemii (z którą związana była jego praca doktorska napisana w 1965 roku na uniwersytecie w Getyndze), poprzez spektroskopię, chemię bionieorganiczną, chemię metali przejściowych po filozofię nauki. Od 1977 roku związany z uniwersytetem w Bielefeld.
Jego najbardziej spektakularnymi odkryciami było uzyskanie i scharakteryzowanie niezwykle dużych cząsteczek związków nieorganicznych: sferycznej Mo132 (o średnicy 3 nm), Mo154 w kształcie koła i tzw. „wielkiej cytryny” Mo368 (6 nm). Cząsteczka ta jest ok. sześćdziesięciokrotnie większa od dwuatomowej molekuły tlenu (0,12 nm).
14 listopada 1997 roku Uniwersytet Wrocławski przyznał mu tytuł doktora honoris causa.

## Wybrane publikacje
- A. Müller, S. Roy, J. Mater. Chem. 15 (2005) 4673.
- A. Müller, S. Roy, Co-ord. Chem. Rev. 245 (2003) 153.
- A. Müller, C. Serain, Acc. Chem. Res. 33 (2000) 2.

### Publikacje na temat Mullera
- P. Gouzerh, M. Che, l’actualité chimique  juin n° 298 (2006) 9.
- L. Cronin, Angew. Chem. Int. Ed. 45 (2006) 3576.
- N. Hall, Chem. Commun (2003) 803.